# Joseph C. Wilson
Joseph C. Wilson, właśc. Joseph Charles Wilson IV (ur. 6 listopada 1949, zm. 27 września 2019) – amerykański dyplomata. Szerzej znany stał się w kontekście tzw. sprawy Plame.
Wilson opublikował 6 lipca 2003 artykuł w „New York Timesie”, w którym opisał swój wyjazd do Niamey, stolicy Nigru, z ramienia amerykańskiej CIA, oskarżając jednocześnie administrację prezydenta Busha, iż zignorowała jego doniesienia dementujące informacje o rzekomym zakupie przez Irak uranu do produkcji broni jądrowej. Krytyka ta spotkała się z gwałtowną reakcją administracji. Rzekomym przejawem tego było ujawnienie kilku dziennikarzom tożsamości żony Josepha Wilsona, Valerie Plame, agentki CIA, w celu podważenia wiarygodności osoby samego Wilsona.

## Służba dyplomatyczna
W czasie prezydentury George’a Busha seniora był ambasadorem USA w Gabonie oraz na Wyspach Świętego Tomasza i Książęcej. W administracji Billa Clintona pomagał kierować polityką afrykańską Narodowej Rady Bezpieczeństwa.

## Afera Plame

### Wyjazd do Nigru
Joseph Wilson w lutym 2002 roku został poproszony przez CIA o złożenie dyskretnej wizyty w subsaharyjskim państwie Niger. CIA chciała wyjaśnić, czy prawdziwe są informacje o zakupie przez reżim Saddama Husajna uranu, który mógł być następnie wykorzystany do produkcji broni jądrowej. Posiadanie przez Irak broni masowego rażenia było jednym z argumentów administracji prezydenta Busha na rzecz rozpoczęcia wojny z tym państwem. Wilson nie znalazł na to dowodów, o czym poinformował CIA po powrocie do kraju.

### Artykuły w New York Timesie
W swym orędziu o stanie państwa, w styczniu 2003 prezydent Bush powiedział: Rząd brytyjski zdobył informacje, iż Saddam Husajn uzyskał ostatnio znaczącą ilość uranu z Afryki. Joseph Wilson, jak później napisał, był zdumiony, bo jego misja w Nigrze obaliła tę tezę. Swoimi wątpliwościami podzielił się m.in. z dziennikarzem „New York Timesa”, Nicholasem Kristofem. Kristof opublikował 6 maja 2003 artykuł, w którym bez podania nazwiska Wilsona, pisał, że „były amerykański ambasador w Afryce” podczas podróży do Nigru stwierdził, że informacje wywiadu o zakupie uranu przez Irak były błędne. Artykuł wywołał zaniepokojenie w szeregach administracji. Condoleezza Rice zaprzeczyła informacjom przytaczanym przez Kristofa, który 13 czerwca 2003 opublikował kolejny artykuł na ten temat.
6 lipca 2003 „New York Times” opublikował artykuł autorstwa Josepha Wilsona, zatytułowany Czego nie znalazłem w Afryce. Wilson opisał w nim swój wyjazd do Niamey, którego efektem było uznanie bezpodstawności doniesień wywiadu o zakupie uranu przez Irak.

### Sprawa Valerie Plame
14 lipca 2003 kojarzony z prawicą publicysta Robert Novak ujawnił w swym artykule tożsamość żony Wilsona, Valerie Plame. Plame, agentka CIA, miała być zdaniem Novaka zaangażowana w zlecenie misji w Nigrze właśnie Wilsonowi. Według niektórych obserwatorów za przeciekiem nazwiska Plame do prasy stali wysocy urzędnicy administracji Busha, zwłaszcza Lewis „Scooter” Libby, szef gabinetu wiceprezydenta Dicka Cheneya, oraz Karl Rove, zastępca szefa gabinetu prezydenta Busha.
Ujawnienie tożsamości żony Wilsona, a ściślej informacja o tym, że była ona agentką CIA, spowodowało wybuch trwającej do dziś Sprawy Plame.